# Даларна (провинция)
Да́ларна (устар. Далекарлия, швед. Dalarna) — историческая провинция в средней Швеции в регионе Свеаланд. Для отличия от современного Даларнского лена иногда именуется Старой Даларной.

## География
Западная граница Даларны примыкает к Норвегии, на севере от неё расположены Хельсингланд и Естрикланд, на юге — Вестманланд, на юго-западе — Вермланд. Площадь провинции составляет 29 086 км², численность населения — 275 715 человек (2007).
Границы Старой Даларны по большей части совпадают с границами Даларнского лена, однако приход Хамра принадлежит Евлеборгскому лену. Кроме того, небольшие отделы Старой Даларны в административном отношении относятся к Емтландскому (часть Лилльхердальского прихода), Вермландскому (часть Ремменского прихода) и Вестманландскому (часть Вестанфорского прихода) ленам. К лену Эребру относится часть Рамсбергского прихода.
Название «Даларна» происходит от множественного числа слова «dal» (долина) и, вероятно, связано с двумя большими речными долинами, расположенными в провинции, а именно долинами рек Вестердалэльвен и Эстердалэльвен, образующими при слиянии реку Далэльвен.
В Даларне расположено седьмое по величине озеро Швеции — Сильян. Его площадь составляет 290 км².

## История
Первое упоминание Даларны относится к 1177 году. В Средние века Даларна являлась отдельным хундари. В судебном отношении она находилась в юрисдикции лагмана Вестманланда, хотя в провинции действовал местный законодательный кодекс — Далалаг, сложившийся в начале XIV в. Жители Даларны зовутся далекарлийцами — отсюда происходит и старинное русское название области — Далекарлия.
Ещё со времён Средневековья в Даларне начало развиваться горное дело. Бергсманы и другие группы даларнского населения принимали активное участие во многих восстаниях, происходивших в XV—XVIII вв. Наиболее крупными из них были восстание Энгельбректа Энгельбректссона (1434—1436), Первое, Второе и Третье даларнские восстания («Колокольное восстание») (1524—1525, 1527—1528, 1531—1533), а также так называемая «Большая даларнская пляска» (1743).
Старейшим городом провинции является Хедемура, которая получила свои первые торговые привилегии в 1446 году. Фалун стал городом лишь в 1641 году, хотя он ещё со времён позднего средневековья был одним из крупнейших населённых пунктов Швеции. Города Авеста и Сетер возникли благодаря начавшемуся в Швеции изготовлению монет из меди и получили городские привилегии в 1641 и 1642 годах, соответственно. В Лудвике коронный брук был основан ещё в 1550-х гг. Густавом Вазой и продолжительное время он был самым крупным в стране. Самым молодым из городов Даларны является Бурленге, который возник в 1870-гг. благодаря индустриализации и получил статус города лишь в 1944 году.
В XVII—XVIII вв. в Даларне велась активная закладка новых бруков, среди которых Шернсунд, основанный Кристофером Польхемом в 1699 году, Клостерский брук (прутковое железо, порох) и железоделательные заводы в Оге и Курсо.
В первой половине XVII в. в Даларне поселилось много финнов из Саволакса и Тавастланда, которые осели на юго-западе и северо-востоке провинции.
Индустриализация Даларны проходила одновременно с постройкой железнодорожной сети. В 1859 году была завершена дорога от Евле до Фалуна, тогда же началась укладка узкоколейки между Смедьебаккеном и Лудвикой.
Даларна подробно описана в романе «Иерусалим» (1901—1902) шведской писательницы Сельма Лагерлёф. В центре повествования крестьянские традиции Даларны и их столкновение с религиозным мессианством.
С древних времён здесь распространён особый пастуший клич — кулнинг.

## Язык и руны
В Даларне до настоящего времени сохранился диалект, рассматриваемый некоторыми лингвистами как особый далекарльский язык (en:Dalecarlian language). До 19 века в провинции использовался в обиходе местный вариант рун; таким образом, дальские руны (en:Dalecarlian runes) были самым поздним случаем использования древнескандинавских рун в обиходе.